# R.G. Armstrong
R.G. Armstrong, all'anagrafe Robert Golden Armstrong Jr. (Pleasant Grove, 7 aprile 1917 – Los Angeles, 27 luglio 2012), è stato un attore e drammaturgo statunitense.
Ricordato soprattutto per la sua collaborazione con il regista Sam Peckinpah, apparve come caratterista in decine di film western nel corso della sua quarantennale carriera.

## Biografia
Armstrong nacque a Pleasant Grove in Alabama da una famiglia di fondamentalisti religiosi, e trascorse la prima parte della sua vita in una piccola fattoria nei pressi della città di Birmingham, nel medesimo stato. La madre avrebbe voluto che diventasse un pastore, ma Armstrong preferì iscriversi alla Samford University di Homewood, dove iniziò a interessarsi alla recitazione e da cui si trasferì nell'Università della Carolina del Nord a Chapel Hill. Durante gli anni dell'università iniziò a recitare assieme al compagno Andy Griffith nei Carolina Playmakers, compagnia teatrale la cui sede è l'università stessa. Dopo la laurea si trasferì a New York per frequentare l'Actors Studio.
Avviò la sua carriera come attore a Broadway, riscuotendo particolare successo con lo spettacolo La gatta sul tetto che scotta, e iniziò anche a scrivere le sue opere messe in scena nel circuito Off-Broadway in produzioni di minore impegno economico. Successivamente si affermò come caratterista, in particolare in pellicole di ambientazione western, prima in televisione e poi al cinema.
Nel 1991 apparve nel video musicale di Enter Sandman del gruppo heavy metal Metallica, nei panni di un Sandman.
Armstrong si sposò tre volte: la prima moglie, dal 1952 al 1972, fu Anne Neale, dalla quale ebbe quattro figli; Susan Guthrie fu sua moglie dal 1973 al 1976; Mary Craven fu invece sua moglie dal 1993 fino alla morte di lei, avvenuta nel 2003. Ritiratosi dalle scene nel 2001, morì il 27 luglio 2012, all'età di 95 anni, per cause naturali.

## Filmografia

### Cinema
- Garden of Eden, regia di Max Nosseck (1954)
- L'uomo che non voleva uccidere (From Hell to Texas), regia di Henry Hathaway (1958)
- Autopsia di un gangster (Never Love a Stranger), regia di Robert Stevens (1958)
- La pallottola senza nome (No Name on the Bullet), regia di Jack Arnold (1959)
- Pelle di serpente (The Fugitive Kind), regia di Sidney Lumet (1960)
- Dieci uomini coraggiosi (Ten Who Dared), regia di William Beaudine (1960)
- Sfida nell'Alta Sierra (Ride the High Country), regia di Sam Peckinpah (1962)
- Il ballo delle pistole (He Rides Tall), regia di R.G. Springsteen (1964)
- Sierra Charriba (Major Dundee), regia di Sam Peckinpah (1965)
- El Dorado, regia di Howard Hawks (1966)
- La grande rapina di Long Island (Tiger by the Tail), regia di R.G. Springsteen (1970)
- La ballata di Cable Hogue (The Ballad of Cable Hogue), regia di Sam Peckinpah (1970)
- L'ultimo tramonto sulla terra dei McMasters (The MacMasters), regia di Alf Kjellin (1970)
- Per salire più in basso (The Great White Hope), regia di Martin Ritt (1970)
- J. W. Coop, regia di Cliff Robertson (1971)
- La banda di Jesse James (The Great Northfield Minnesota Raid), regia di Philip Kaufman (1972)
- Pat Garrett e Billy Kid (Pat Garrett and Billy the Kid), regia di Sam Peckinpah (1973)
- McKlusky, metà uomo metà odio (White Lightning), regia di Joseph Sargent (1973)
- Il mio nome è Nessuno, regia di Tonino Valerii (1973)
- In corsa con il diavolo (Race with the Devil), regia di Jack Starrett (1975)
- Violenza sull'autostrada (White Line Fever), regia di Jonathan Kaplan (1975)
- Il cobra nero (Mean Johnny Barrows), regia di Fred Williamson (1976)
- Un autentico campione (Stay Hungry), regia di Bob Rafelson (1976)
- Dixie Dinamite & Patsy Tritolo (Dixie Dynamite), regia di Lee Frost (1976)
- Mister Miliardo (Mr. Billion), regia di Jonathan Kaplan (1977)
- La macchina nera (The Car), regia di Elliot Silverstein (1977)
- Il branco (The Pack), regia di Robert Clouse (1977)
- Il paradiso può attendere (Heaven Can Wait), regia di Warren Beatty, Buck Henry (1978)
- Relazioni disperate (Good Luck, Miss Wyckoff), regia di Marvin J. Chomsky (1979)
- Fast Charlie... the Moonbeam Rider, regia di Steve Carver (1979)
- 6 uomini d'acciaio (Steel), regia di Steve Carver (1979)
- La promessa di Satana (Evilspeak), regia di Eric Weston (1981)
- Lontano dal passato (Raggedy Man), regia di Jack Fisk (1981)
- Caccia implacabile (The Pursuit of D.B. Cooper), regia di Roger Spottiswoode e, non accreditato, Buzz Kulik (1981)
- Reds, regia di Warren Beatty (1981)
- The Beast Within, regia di Philippe Mora (1982)
- Hammett - Indagine a Chinatown (Hammett), regia di Wim Wenders (1982)
- Una magnum per McQuade (Lone Wolf McQuade), regia di Steve Carver (1983)
- Grano rosso sangue (Children of the Corn), regia di Fritz Kiersch (1984)
- Tempi migliori (The Best of Times), regia di Roger Spottiswoode (1986)
- Red Headed Stranger, regia di William D. Wittliff (1986)
- Jocks, regia di Steve Carver (1987)
- Predator, regia di John McTiernan (1987)
- A prova di proiettile (Bulletproof), regia di Steve Carver (1988)
- Il clan dei Luddiger (Trapper County War), regia di Worth Keeter (1989)
- Dick Tracy, regia di Warren Beatty (1990)
- Warlock - L'angelo dell'apocalisse (Warlock: The Armageddon), regia di Anthony Hickox (1993)
- Conti in sospeso (Payback), regia di Anthony Hickox (1995)
- Violenza privata (Invasion of Privacy), regia di Anthony Hickox (1996)

### Televisione
- The Texan – serie TV, episodi 1x10-1x26 (1958-1959)
- Have Gun - Will Travel – serie TV, 2 episodi (1958)
- Bronco – serie TV, episodio 1x03 (1958)
- Sugarfoot – serie TV, episodi 2x06-2x13 (1958-1959)
- Ricercato vivo o morto (Wanted: Dead or Alive) – serie TV, episodio 2x09 (1959)
- Maverick – serie TV, episodi 2x21-3x21 (1959-1960)
- Bonanza – serie TV, episodi 1x08-3x10-7x32 (1959-1966)
- Mr. Lucky – serie TV, episodio 1x24 (1960)
- Gli uomini della prateria (Rawhide) – serie TV, episodi 2x26-5x06-8x03 (1960-1965)
- Everglades – serie TV, episodio 1x04 (1961)
- Surfside 6 – serie TV, episodio 2x40 (1962)
- L'ora di Hitchcock (The Alfred Hitchcock Hour) – serie TV, episodio 1x06 (1962)
- General Electric Theater – serie TV, episodio 10x17 (1962)
- The Wide Country – serie TV, episodio 1x17 (1963)
- Il virginiano (The Virginian) – serie TV, 2 episodi (1963-1967)
- La grande vallata (The Big Valley) – serie TV, episodio 1x08 (1965)
- Kronos - Sfida al passato (The Time Tunnel) – serie TV, episodio 1x12 (1966)
- Il ladro (T.H.E. Cat) – serie TV, 13 episodi (1966-1967)
- Cimarron Strip – serie TV, episodio 1x04 (1967)
- Squadra speciale anticrimine (The Felony Squad) – serie TV, episodio 2x09 (1967)
- Ai confini dell'Arizona (The High Chaparral) – serie TV, episodio 4x04 (1970)
- Ellery Queen – serie TV, episodio 1x22 (1976)
- The Time Machine, regia di Henning Schellerup – film TV (1978)
- Charlie's Angels – serie TV, episodio 4x14 (1980)
- Walker Texas Ranger - Riunione mortale (Walker Texas Ranger 3: Deadly Reunion), regia di Michael Preece – film TV (1994)
- Purgatory, regia di Uli Edel – film TV (1999)

## Doppiatori italiani
Nelle versioni in italiano delle opere in cui ha recitato, R.G. Armstrong è stato doppiato da:
- Carlo Romano ne Il ballo delle pistole, Il mio nome è Nessuno
- Arturo Dominici in Caccia implacabile, Charlie's Angels
- Aldo Barberito in Ricercato vivo o morto
- Mario Pisu in Pelle di serpente
- Gianni Musy in Dieci uomini coraggiosi
- Luigi Pavese in Sfida nell'Alta Sierra
- Nino Scardina ne Il ladro
- Luciano De Ambrosis in Un autentico campione
- Lino Troisi in La macchina nera
- Riccardo Garrone in Grano rosso sangue
- Renato Mori in Dick Tracy
- Bruno Persa in El Dorado
- Sergio Fiorentini in Ellery Queen
- Dante Biagioni in Violenza privata
- Goffredo Matassi in Millennium
- Carlo Reali in La macchina nera (ridoppiaggio)